# Sułtańska Woda
Sułtańska Woda (niem. Sulten Wasser) – ciek w północno-zachodniej Polsce, prawy dopływ Kłobuckiego Potoku. Płynie przez północną część Puszczy Bukowej w województwie zachodniopomorskim.
Sułtańska Woda to ciek wypływający z mokradeł malowniczej doliny rozciągającej się na północ od Polany Dobropolskiej i na zachód od wyniosłości, którą biegnie Droga Dobropolska; uchodzi do Kłobuckiego Potoku z jego prawego brzegu na wprost Zamecznej Góry. Polska nazwa wywodzi się z błędnego tłumaczenia nazwy niemieckiej: dialekt. sulten = salzig: słony.